# Червлённая
Червлённая (чечен. Оьрза-ГӀала) — станица в Шелковском районе Чечни. Образует Червлёнское сельское поселение.

## География
Расположена на левом берегу реки Терек, в 33 километрах к северо-востоку от города Грозного (по дороге), на трассе Р262 Ставрополь—Крайновка. От станицы начинается автодорога Р308 Червлённая — Грозный, проходящая по Червлёнскому мосту через Терек (находится юго-западнее станицы). Имеется железнодорожная станция Червлённая Северо-Кавказской железной дороги. В нескольких километрах северо-восточнее, в районе села Ораз-Аул, расположен памятник природы — Арнаутская сосновая роща, обладающая статусом особо охраняемой природной территории республиканского значения.

## История
Червлённая некоторыми исследователями называется в числе первых поселений терских казаков. Основана она, по одним данным, в 1567 году, по другим — в 1711 году, по третьим — в 1725 году (после переселения казаков с междуречья Терека и Сунжи и Терско-Сулакского междуречья). Сторонники первой версии (возникновение во второй половине XVI века) выводят название станицы из названия местности Червлёный Яр в Рязанском княжестве, откуда якобы родом были поселенцы. Долгие годы значительную часть населения станицы составляли старообрядцы.
Участник Кавказской войны князь А. М. Дондуков-Корсаков писал о станице Червлённой в середине XIX века:

«Гребенские казаки составляют совершенно особый тип жителей станицы; лица как мужчин, так и женщин, носят отпечаток смешения части русского великороссийского типа с азиатским типом Кавказских горцев; мужчины чрезвычайно ловки, стройны, сметливы и храбры; женщины отличаются или, лучше сказать, отличались необыкновенной красотой и стройностью, которая ещё больше выдавалась особенным костюмом гребенских казачек: сверх длинной рубашки они носили азиатский архалук, стянутый на талии и груди серебряными коваными застёжками; головной убор состоял из шёлкового платка в виде повязки, а голова и лицо покрывались, на азиатский манер, кисейной чадрой, оставляя свободными глаза; обувь состояла из сафьянных сапог. Обычай носить богатые ожерелья из янтаря, кораллов и монет и серебряные кованные наборы архалука, при стройности их стана, придавали особенно привлекательный характер червлёнским казачкам.
Постоянно находясь на передовой нашей линии, подвергаясь почти ежедневно нападениям неприятеля, гребенцы отличались особенной смелостью и храбростью; сами казачки, иногда ходили в поле и на уборку винограда в садах, расположенных на берегу Терека, всегда носили с собой винтовки за плечами. Нередко были случаи, где, совместно с мужчинами, а иногда сами, они отражали покушения чеченцев в виноградных садах; часто случалось видеть раненых казачек с рукою на перевязке, продолжающих заниматься, ещё не вылечившихся от ран, своими обычными работами».

В 1837 году через Червлённую проезжал М. Ю. Лермонтов. По преданию, приведённый казаком Борискиным для ночлега в хату казака Ефремова, там он слышал песню, которую казачка пела над колыбелью ребёнка, и под её впечатлением Лермонтов написал здесь «Казачью колыбельную песню».
Писатель Александр Дюма-отец, путешествуя по Кавказу в 1858—1859 годах, побывал в станице Червлённой. Результатом поездки стал изданный в Париже путевой очерк «Кавказ» (1859). В книге Дюма рассказывает историю станицы и повествует о событиях, происходивших во время его пребывания здесь.
Станица входила в Кизлярский отдел Терской области.
Уроженцы станицы служили в Собственном Его Императорского Величества Конвое. 1 (13) марта 1881 года, когда в Санкт-Петербурге было совершено покушение на Александра II, при экипаже царя находилось 6 нижних чинов лейб-гвардии Терского эскадрона во главе с ротмистром Парфентием Терентьевичем Кулебякиным. Все они получили ранения различной степени тяжести. Один из них, казак станицы Червлённой Александр Матвеевич Малеичев, скончался в госпитале. По распоряжению Александра III семье Малеичева, жене и четырём малолетним детям, установили ежегодную пенсию — 100 рублей. Назначили пенсии и другим казакам, пострадавшим в день покушения.
С июня 2000 года в станице на постоянной основе дислоцируется батальон 46-й отдельной бригады оперативного назначения внутренних войск МВД РФ. Летом 2010 года на территории воинской части начато строительство православной часовни в честь Георгия Победоносца. Первая служба прошла в марте 2011 года.
В феврале 2011 года в станице прошла церемония освящения места под строительство православной часовни для жителей Червлённой. В июне 2013 года епископ Махачкалинский и Грозненский Варлаам освятил новую часовню. Храм посвящён Святой Троице и находится рядом с православным кладбищем.

## Население
| 1878    | 1926    | 1939    | 1959    | 1970    | 1979    | 1990    |
| ------- | ------- | ------- | ------- | ------- | ------- | ------- |
| 4239    | ↗6608   | ↗7405   | ↘5014   | ↗5536   | ↗5803   | ↗6204   |
| 2002    | 2010    | 2012    | 2013    | 2014    | 2015    | 2016    |
| ↗7854   | ↗9545   | ↗9832   | ↗9941   | ↗10 110 | ↗10 315 | ↗10 431 |
| 2017    | 2018    | 2019    | 2020    | 2021    | 2023    | 2024    |
| ↗10 584 | ↗10 686 | ↗10 866 | ↗10 925 | ↘9683   | ↗9863   | ↗9972   |

Национальный состав
Национальный состав населения станицы по данным Всероссийской переписи населения 2002 года:
| Народ   | Численность, чел. | Доля от всего населения, % |
| ------- | ----------------- | -------------------------- |
| чеченцы | 5697              | 72,54 %                    |
| русские | 985               | 12,54 %                    |
| кумыки  | 821               | 10,45 %                    |
| ногайцы | 239               | 3,04 %                     |
| ингуши  | 20                | 0,25 %                     |
| татары  | 18                | 0,23 %                     |
| другие  | 74                | 0,94 %                     |
| всего   | 7854              | 100,00 %                   |

Национальный состав населения станицы по данным Всероссийской переписи населения 2010 года:
| Народ                       | Численность, чел. | Доля от всего населения, % |
| --------------------------- | ----------------- | -------------------------- |
| чеченцы                     | 6903              | 72,32 %                    |
| русские                     | 1198              | 12,55 %                    |
| кумыки                      | 798               | 8,36 %                     |
| ногайцы                     | 219               | 2,29 %                     |
| лезгины                     | 95                | 1,00 %                     |
| даргинцы                    | 51                | 0,53 %                     |
| аварцы                      | 41                | 0,43 %                     |
| другие                      | 237               | 2,48 %                     |
| не указавшие и отказавшиеся | 3                 | 0,03 %                     |
| всего                       | 9545              | 100,00 %                   |

Ввиду того, что в Червлённой проживает достаточно значительная русская община, в станице создан Казачий национальный культурный центр.

## Инфраструктура
Из числа объектов социальной инфраструктуры в Червлённой имеются: участковая больница и аптека, две средних школы, детский сад, Дом культуры, детская библиотека, Дом быта и хлебный магазин, почтовое отделение и отделение районного узла электросвязи, электроподстанция. В станице есть мечеть, учтено 2 памятника.
В плане экономического потенциала в Червлённой находятся: винзавод, агрокомбинат, автотранспортное предприятие, государственное унитарное дорожно-эксплуатационное предприятие. В окрестностях станицы находятся 4 термальных скважины (3 — в удовлетворительном состоянии, 1 — в неудовлетворительном).

## Известные уроженцы
- Родившиеся в Червлённой